# 1972 Голяма награда на Германия
1972 Голяма награда на Германия е 20-о за Голямата награда на Германия и осми кръг от сезон 1972 във Формула 1, провежда се на 30 юли 1972 година на пистата Нюрбургринг близо до град Нюрбург, Германия.

## Репортаж
Скудерия Ферари посрещна обратно Клей Регацони, възстановен от контузията получена от състезанието за спортни автомобили, редом до Джаки Икс и Артуро Мерцарио (който заема за постоянно мястото на Марио Андрети). Макларън отново са без Питър Ревсън, като Брайън Редмън го замества за трето състезание. БРМ са отново с трима пилоти като Райн Визел се завръща в отбора на мястото на Питър Гетин, а Джаки Оливър се връща към сериите КанАм. Политойс на Франк Уилямс имаха труден уикенд в Брандс Хач, след като новия болид е частично повреден, което принуди да използват Марч 721, докато Политойс-а бъден оправен, за да бъде отново пуснат в употреба. Текно отново дава шанс на британския пилот Дерек Бел, заемайки мястото на Нани Гали.

### Квалификация
За втори пореден път Джаки Икс доминира квалификацията, най-вече благодарение на модификациите по окачването. Джеки Стюарт с Тирел се класира втори на 1.7 секунди, следван от Емерсон Фитипалди и неговия Лотус. Рони Петерсон с неговия заводски Марч е 4-ти, пред Франсоа Север и Карлос Ройтеман с Брабам. Крис Еймън с Матра, Анри Пескароло с частния Марч, Дени Хълм с Макларън и Карлос Паче. Коню заедно с Франсоа Миго се надяваха да участват, но от германската автомобилна федерация отхвърли поканата, усещайки че комбинацията от неопитен пилот и болид без натрупани километри не пасват на Нюрбургринг.

### Състезание
Състезанието е определено да протече с обичайните 14 обиколки, след като миналото издание е намалено. Запалителната система на Матра-та управляван от Еймън е проверявана от механиците заради проблем в нея, докато останалите започнаха състезанието. Петерсон направи отличен старт, нареждайки се между Икс и Стюарт, докато Фитипалди се опита да остане с лидерите заедно с Регацони. След преполовяването на първата обиколка, класирането е Икс, Петерсон, Регацони, Фитипалди, Стюарт, Ройтеман, Пескароло, Север, Паче и Тим Шенкен. След като издържа на атаката на Петерсон, Икс се отдалечи от преследвачите си, докато Фитипалди изпревари Регацони за трета позиция. Паче е първият, който спря в бокса като причината за това е проблем в управлението на неговия Марч, а Еймън се присъедини в надпреварата, на обиколка и половина изоставане. Икс и Фитипалди регистрираха най-бърза обиколка едновременно, но бразилеца е на 10 секунди от Ферари-то на белгиеца, като Петерсон все още се намира пред бразилеца. Скоро проблемите на някои от пилотите в средата на колоната ги принуди да напуснат, като Визел (с повреда в двигателя), Ники Лауда (теч в маслото), Дейв Чарлтън (като след четири обиколки, излезе от болида си видимо зле, поради болест) и Бел (с повреда в двигателя на неговия Текно) са първите.
Фитипалди изпревари Петерсон в петата обиколка, но преднината между него и лидера Икс е толкова голяма, че почти е невъзможно за Емерсон да се бори за победата, докато еднолично белгиеца постига нова най-бърза обиколка. Проблемите на Паче продължават, след като спря за втори път в бокса, този редом с проблемите по управлението дойде и нов заради счупен преден анти-рол бар, а Дейв Уокър напусна след седем обиколки поради ниско налягане на маслото, което е довело до слабата скорост на австралиеца. В същото време напусна и Ройтеман, един от челниците с повреда в диференциала. Петерсон се намира трети пред Регацони, въпреки честите вибрации на неговия Марч, докато Стюарт е на почти половин минута от швейцареца.
Скоро третото място стана притежание на Регацони, след като Петерсон се завъртя, връщайки се зад Стюарт, докато Майк Хейлууд и Хълм се присъедениха в списъка с отпадналите. Всичко обаче се промени в 10-а обиколка, след като син дим се появи зад Лотус-а на Фитипалди, което даде шанс на Регацони и Стюарт да се доближат. Оказа се, че счупване по скоростната кутия на черно-златистия болид е причината Фитипалди да спре 1/3 след преполовяването на обиколката. Това обаче не спря Икс, който постига нова най-бърза обиколка, докато Пескароло загуби контрол върху своя Марч на завоя Аденау. Скоро обаче Икс също получи проблем по болида, след като една от ауспусите се разкъса, принуждавайки да намали скоростта, но преднината му е толкова голяма, че си осигури комфорта да го направи. Съотборникът му Мерцарио нямаше особено добър ден със загуба на налягане в маслото. След отпадането на Пескароло, Жан-Пиер Белтоаз се нареди на пета позиция, преди късмета му да се обърне заради разхлабена батерия видяна от един от маршалите, което принуди французина да влезе в бокса.
Въпреки отпадането, Фитипалди има поводи за облекчение, идвайки от факта че и Стюарт също отпадна от надпреварата. Шотландецът е в оспорена битка с Регацони за втората позиция в последната обиколка, преди швейцареца да направи грешка и с това давайки пространство на Тирел-а. С бързата си реакция обаче, Регацони се върна на трасето като с това удари Тирел-а, пращайки Стюарт в бариерите. Това е на заден план, най-вече заради доминацията на Икс от старта до финала, финиширайки на 48 секунди от Регацони. Петерсон се възползва от отпадането на Стюарт, за да заеме трета позиция пред БРМ-а на Хоудън Гънли, Макларън-а на Редмън и Брабам-ът на Греъм Хил.

## Класиране
| Поз | No | Пилот             | Конструктор   | Оби. | Време/Отпадане | Място | Точки |
| --- | -- | ----------------- | ------------- | ---- | -------------- | ----- | ----- |
| 1   | 4  | Джеки Икс         | Ферари        | 14   | 1:42:12.3      | 1     | 9     |
| 2   | 9  | Клей Регацони     | Ферари        | 14   | +48.3          | 7     | 6     |
| 3   | 10 | Рони Петерсон     | Марч-Форд     | 14   | + 1:06.7       | 4     | 4     |
| 4   | 17 | Хоудън Гънли      | БРМ           | 14   | + 2:20.2       | 18    | 3     |
| 5   | 5  | Брайън Редмън     | Макларън-Форд | 14   | + 2:35.7       | 19    | 2     |
| 6   | 11 | Греъм Хил         | Брабам-Форд   | 14   | + 2:59.6       | 15    | 1     |
| 7   | 26 | Уилсън Фитипалди  | Брабам-Форд   | 14   | + 3:00.1       | 21    |       |
| 8   | 28 | Майк Бютлър       | Марч-Форд     | 14   | + 5:10.7       | 27    |       |
| 9   | 6  | Жан-Пиер Белтоаз  | БРМ           | 14   | + 5:20.2       | 13    |       |
| 10  | 7  | Франсоа Север     | Тирел-Форд    | 14   | + 5:43.7       | 5     |       |
| 11  | 1  | Джеки Стюарт      | Тирел-Форд    | 13   | Сблъсък        | 2     |       |
| 12  | 19 | Артуро Мерцарио   | Ферари        | 13   | + 1 Об.        | 22    |       |
| 13  | 16 | Андреа де Адамич  | Съртис-Форд   | 13   | + 1 Об.        | 20    |       |
| 14  | 15 | Тим Шенкен        | Съртис-Форд   | 13   | + 1 Об.        | 12    |       |
| 15  | 8  | Крис Еймън        | Матра         | 13   | + 1 Об.        | 8     |       |
| НКл | 21 | Карлос Паче       | Марч-Форд     | 11   | Не е класиран  | 11    |       |
| Отп | 2  | Емерсон Фитипалди | Лотус-Форд    | 10   | Ск.кутия       | 3     |       |
| Отп | 20 | Анри Пескароло    | Марч-Форд     | 10   | Инцидент       | 9     |       |
| Отп | 3  | Дени Хълм         | Макларън-Форд | 8    | Двигател       | 10    |       |
| Отп | 14 | Майк Хейлууд      | Съртис-Форд   | 8    | Окачване       | 16    |       |
| Отп | 12 | Карлос Ройтеман   | Брабам-Форд   | 6    | Диференциал    | 6     |       |
| Отп | 22 | Ролф Щомелен      | Марч-Форд     | 6    | Електро        | 14    |       |
| Отп | 25 | Дейв Уокър        | Лотус-Форд    | 6    | Теч-масло      | 23    |       |
| Отп | 23 | Ники Лауда        | Марч-Форд     | 4    | Теч-масло      | 24    |       |
| Отп | 27 | Дерек Бел         | Текно         | 4    | Двигател       | 25    |       |
| Отп | 29 | Дейв Чарлтън      | Лотус-Форд    | 4    | Физзически     | 26    |       |
| Отп | 18 | Райн Визел        | БРМ           | 3    | Двигател       | 17    |       |

## Класиране след състезанието
| Поз | Пилот             | Точки |
| --- | ----------------- | ----- |
| 1   | Емерсон Фитипалди | 43    |
| 2   | Джеки Стюърт      | 27    |
| 3   | Джеки Икс         | 25    |
| 4   | Дени Хълм         | 21    |
| 5   | Клей Регацони     | 13    |
| 6   | Питър Ревсън      | 10    |
| 7   | Жан-Пиер Белтоаз  | 9     |
| 8   | Франсоа Север     | 9     |

| Поз | Конструктор   | Точки |
| --- | ------------- | ----- |
| 1   | Лотус-Форд    | 43    |
| 2   | Тирел-Форд    | 33    |
| 3   | Ферари        | 29    |
| 4   | Макларън-Форд | 29    |
| 5   | БРМ           | 12    |
| 6   | Марч-Форд     | 12    |
| 7   | Матра         | 9     |
| 8   | Съртис-Форд   | 9     |